# Lepthyphantes palmeroensis
Lepthyphantes palmeroensis là một loài nhện trong họ Linyphiidae.
Loài này thuộc chi Lepthyphantes. Lepthyphantes palmeroensis được Jörg Wunderlich miêu tả năm 1992.